# Diocèse d'Aix-la-Chapelle
Le diocèse d'Aix-la-Chapelle (en latin : dioecesis Aquisgranensis ; en allemand : Bistum Aachen) est une Église particulière de l'Église catholique en Allemagne. Situé à l'extrême ouest de la Rhénanie-du-Nord-Westphalie, son siège est la cathédrale d'Aix-la-Chapelle.

## Territoire
|                                       | Diocèse de Münster        | Diocèse d'Essen         |
| Diocèse de Ruremonde Diocèse de Liège | diocèse d'Aix-la-Chapelle | Archidiocèse de Cologne |
|                                       | Diocèse de Trèves         |                         |

Le diocèse d'Aix-la-Chapelle confine : au nord, avec le diocèse de Münster ; à l'est, avec le diocèse d'Essen et l'archidiocèse de Cologne ; au sud, avec le diocèse de Trèves ; et, à l'ouest, avec le diocèse de Ruremonde et le diocèse de Liège.
Le diocèse couvre :

Armes du diocèse d'Aix-la-Chapelle.

- la région urbaine d'Aix-la-Chapelle, à savoir : Aix-la-Chapelle, Alsdorf, Baesweiler, Eschweiler, Herzogenrath, Montjoie (Monschau), Roetgen, Simmerath, Stolberg et Würselen ;
- les villes de Krefeld et de Mönchengladbach ;
- le cercle de Heinsberg ;
- le cercle de Düren, à l'exception des quartiers d'Embken, Muldenau et Wollersheim de la ville de Nideggen ;
- le cercle de Viersen, à l'exception du quartier de Tönisberg de la ville de Kempen ;
- dans le cercle de Neuss, les villes de Korschenbroich — sans le quartier de Glehn — et de Meerbusch — sans le quartier de Büderich — ainsi que la commune de Jüchen ;
- dans le cercle d'Euskirchen, les villes de Mechernich — sans ses quartiers orientaux — et de Schleiden ainsi que les communes de Blankenheim, Dahlem, Hellenthal, Kall et Nettersheim.

Le territoire est divisé en 531 paroisses, regroupées en 8 régions pastorales

## Histoire
L'actuel évêché d'Aix-la-Chapelle a été institué le 13 août 1930 ; au début du XIXe siècle, cependant, il en avait déjà existé un, mais seulement pour peu de temps.
Par la loi du 18 ventôse an IX (9 mars 1801), les départements de la Roer et de Rhin-et-Moselle sont incorporés à la République française.
Le 26 messidor an IX (15 juillet 1801), un traité de concordat est signé entre le Gouvernement français, représenté par Joseph Bonaparte et Emmanuel Crétet, et le Saint-Siège, représenté par Ercole Consalvi. Il prévoit la réorganisation des diocèses. Le pape Pie VII le ratifie par la bulle Ecclesia Christi du 15 août 1801.
Le diocèse d'Aix-la-Chapelle est érigé le 29 novembre 1801, par la bulle Qui Christi Domini du pape Pie VII. Son territoire couvre les deux départements de la Roër et de Rhin-et-Moselle. Il est alors suffragant de l'archidiocèse de Malines. Il compte 79 paroisses de première classe et 754 de deuxième classe.
Un arrêté du 16 messidor an X (5 juillet 1802) fixe les limites des deux départements composant le diocèse.
Le premier évêque fut Marc-Antoine Berdolet. Nommé par le Premier Consul, il obtient, le 9 mai 1802, le décret d'absolution. Celui lui donnant l'institution canonique ne lui est donné par Caprara le 30 mai 1802 et à la condition qu'il en demande la ratification au pape. Berdolet ne le fait que lorsque le pape et lui sont réunis à Paris pour le sacre de Napoléon. Pie VII ne promulgue la bulle de ratification que le 28 mars 1805, en y insérant un blâme pour sa conduite passée.
La plupart du temps, Berdolet laisse l'administration de son diocèse à son vicaire général, Martin Wilhelm Fonck (28 octobre 1752 – 26 juin 1830).
En application de l'article 9 du traité de concordat, par un décret du 10 ventôse an XII (1er mars 1804), Berdolet divise le diocèse en soixante dix-huit paroisses : quarante-cinq dans le département de la Roër et trente-trois dans celui de Rhin-et-Moselle.
Un décret du 5 nivôse an XIII (26 décembre 1804) fixe à 602 le nombre des succursales du diocèse : 402 dans le département de la Roër et 50 dans celui de Rhin-et-Moselle. Un décret du 30 septembre 1807, porte ce nombre à 753 par la création de 201 succursales supplémentaires : 101 dans le département de la Roër et de 50 dans celui de Rhin-et-Moselle.
Le territoire du diocèse connaît quelques extensions mineures : lui sont incorporés, le 13 septembre 1807, l'île de Büderich et, le 1er avril 1808, la ville de Wesel et ses dépendances.
Après la mort de Berdolet (13 août 1809) Napoléon appela à lui succéder Denis Jean François Camus, dit Le Camus, mais ne put obtenir l'approbation du Vatican. Le pape Pie VII voulait ainsi indiquer ses limites à l'autorité de l'empereur.
Après la fin de la domination française, le diocèse fut d'abord dirigé par les deux vicaires généraux Fonck et Klinkenberg.
Par l'acte final du congrès de Vienne, la majeure part du diocèse est cédée au royaume de Prusse.
Le diocèse est supprimé de jure par bulle De salute animarum du 16 juillet 1821, et réuni au nouvel archidiocèse de Cologne. La dissolution officielle de ce premier évêché d'Aix-la-Chapelle eut lieu les 24/25 mars 1825 avec la dernière réunion du chapitre de la cathédrale.
Plus de cent ans plus tard, l'évêché fut restauré.
Le 14 juin 1929, un traité de concordat est signé, à Berlin, entre l'État libre de Prusse, représenté par son ministre-président, Otto Braun, et le Saint-Siège, représenté par l'évêque titulaire de Sardes (de), Eugenio Pacelli (futur Pie XII), nonce apostolique en Allemagne,. Il prévoit le rétablissement du diocèse d'Aix-la-Chapelle avec, pour territoire, le district d'Aix-la-Chapelle et six cercles du district de Düsseldorf : Grevenbroich, Gladbach, M. Gladbach, Rheydt, Krefeld (ville et campagne) et Kempen. Le pape Pie IX le ratifie le 13 août 1929. La constitution apostolique Pastoralis officii nostri du 13 août 1930 et le « décret du nonce apostolique en Allemagne, relatif au Chapitre Circumscripto du diocèse d'Aix-la-Chapelle » achevèrent la refondation. Heinrich Joseph Peter Vogt fut sacré évêque.

## Cathédrale et basiliques mineures
La cathédrale Notre-Dame-de-l'Assomption d'Aix-la-Chapelle, dédiée à l'Assomption de Marie, est l'église cathédrale du diocèse.
Celui-ci compte deux basiliques mineures :
- la basilique Saint-Potentin de Steinfeld, à Kall ;
- la basilique Saint-Guy de Mönchengladbach, dédiée à saint Guy, martyr et saint auxiliaire.

## Évêques
- 1802-1809 : Marc-Antoine Berdolet
- 1809-1821 : siège vacant
  - 1810-1814 : Jean Denis François Camus, nommé mais non institué
- 1821-190 : siège supprimé
- 1931-1937 : Joseph Heinrich Peter Vogt (de)
- 1937-1943 : siège vacant
  - 1938-1943 : Hermann Joseph Sträter (de), administrateur apostolique
- 1943-1954 : Johannes Joseph van der Velden (de)
- 1954-1974 : Johannes Pohlschneider (de)
- 1975-1994 : Klaus Hemmerle (de)
- 1994-2015 : Heinrich Mussinghoff
  - 2015-2016 : Karl Borsch, administrateur apostolique
- 2016- : Helmut Dieser

## Congrégations et communautés
- Abbaye de Mariendonk (bénédictines)